# Arenaria funiculata
La Arenaria funiculata es una especie de planta herbácea perteneciente a la familia de las cariofiláceas.
Hacia 2007, Simone Fior y Per Ola Kampis propusieron la transferencia de Moehringia fontqueri del género Moehringia al género Arenaria, bajo el nuevo nombre Arenaria funiculata.

## Descripción
Es una planta cespitosa, que alcanza un tamaño de hasta 15 cm de altura. Sus tallos son rastreros y muy frágiles. Las hojas son opuestas y ovadas. Produce flores blancas, pentámeras, hermafroditas y actinomorfas. Florece durante julio y agosto.

## Distribución y hábitat
Es un endemismo de la vertiente norte de la fracción almeriense de Sierra Nevada, aunque existen poblaciones aisladas en la vertiente sureña, en altitudes superiores a los 1 800 m s.n.m. Es el único endemismo nevadense que se extiende exclusivamente por la provincia de Almería.

## Sinonimia
```
* 
Moehringia fontqueri
```